# Simone Schröder
Simone Schröder (geboren 1964 in Altdöbern) ist eine deutsche Opernsängerin der Stimmlage Alt.

## Leben und Werk
Simone Schröder absolvierte ihre Gesangsausbildung an der Hochschule für Musik Hanns Eisler in Berlin sowie bei den Professorinnen Elsbeth Plehn in Dresden und Irmgard Hartmann-Dressler in Berlin. Sie war Preisträgerin von Gesangswettbewerben und sang bereits während ihres Studiums ab 1992 den 3. Edelknaben im Tannhäuser und ab 1996 eines von Klingsors Zaubermädchen im Parsifal bei den Bayreuther Festspielen. In der Spielzeit 1997/98 debütierte sie an der Staatsoper Unter den Linden in Berlin als Page in der Salome – unter der musikalischen Leitung von Daniel Barenboim. Seither ist sie der Staatsoper als Gastsängerin verbunden und übernahm dort neben zahlreichen Wagner-Partien auch Rollen in Werken Mozarts, Verdis und Puccinis.
Seit ihren ersten Rollen am Grünen Hügel gastiert die Sängerin regelmäßig bei den Bayreuther Festspielen. Sie übernahm eine Reihe von Rollen in allen vier Teilen des Ring des Nibelungen und im Parsifal. Im Ring war sie eine der Rheintöchter und sang zwei Walküren, die Erste Norn und – von 2002 bis 2004 – die Erda in Rheingold und Siegfried. Die Stimme aus der Höhe übernahm sie in insgesamt drei Bayreuther Produktionen des Parsifal – ab 1999 in der bestehenden Inszenierung von Wolfgang Wagner, 2004 neu inszeniert von Christoph Schlingensief und dirigiert von  Pierre Boulez, 2008 wiederum neu inszeniert von Stefan Herheim und dirigiert von Daniele Gatti. Darüber hinaus war sie in Bayreuth mehrfach als Cover verpflichtet, zuletzt für die Partie der Brangäne in Tristan und Isolde.
Weitere Verpflichtungen führten Simone Schröder an das Teatro alla Scala in Mailand, das Teatro Petruzzelli in Bari und an den Palau de les Arts Reina Sofía in Valencia, an die Washington National Opera, die Semperoper in Dresden und die Oper Leipzig, an die Deutsche Oper Berlin, nach Japan, Singapur und Dänemark sowie zu den Musikfestspielen der Kanarischen Inseln. Der Dirigent Dan Ettinger verpflichtete sie als Erda für seinen Ring-Zyklus am Neuen Nationaltheater Tokyo (2008/09) und für Das Rheingold am Nationaltheater Mannheim (2011/12). Im Winter 2012/13 absolvierte sie erfolgreich ihr Rollendebüt als Fricka im Ring des Nibelungen am Teatro Colón in Buenos Aires – unter dem Dirigat von Roberto Paternostro. Im April 2013 übernahm sie unter der musikalischen Leitung von Daniel Harding die Partie der Mary in Wagners Fliegender Holländer an der Staatsoper im Schiller Theater. Es war dies die Berliner Neueinstudierung der erfolgreichen Basler Neuinszenierung von Philipp Stölzl aus dem Jahr 2009. Im Juni 2014 gastierte die Sängerin als Wigelis in Feuersnot von Ernst von Wolzogen und Richard Strauss unter Stefan Klingele erneut in Dresden. 
Schröder hat mit einer Reihe weiterer namhafter Dirigentenpersönlichkeiten zusammen gearbeitet – darunter Michael Boder, Ivor Bolton, Christoph Eschenbach, Ádám Fischer, Michael Gielen, Fabio Luisi, Kent Nagano und Giuseppe Sinopoli sowie in Bayreuth, Dresden und an der Berliner Philharmonie mit Christian Thielemann.
Im Konzertsaal ist die Sängerin regelmäßig als Solistin in großen Chor-Orchesterwerken und in konzertanten Opernaufführungen tätig. Ihr Repertoire reicht von den Oratorien Bachs über die Messa da Requiem von Verdi bis zu zentralen Werken des frühen 20. Jahrhunderts.
Simone Schröder ist Professorin für Gesang am Institut für Musik der BTU Cottbus-Senftenberg in Cottbus.

## Wesentliche Rollen
| Mozart: - Marcellina in Le nozze di Figaro - Dritte Dame in Die Zauberflöte Puccini: - Suzuki in Madama Butterfly Richard Strauss: - Dritte Magd in Elektra Tschaikowski: - Larina in Eugen Onegin |  | Verdi: - Emilia in Otello - Mrs. Quickly in Falstaff Wagner: - Mary in Der fliegende Holländer - Fricka, Erda und Floßhilde in Das Rheingold - Fricka, Grimgerde, Roßweiße und Schwertleite in Die Walküre - Erda in Siegfried - Erste Norn und Floßhilde in Götterdämmerung - Klingsors Blumenmädchen, erster Knappe und Stimme aus der Höhe in Parsifal |

## Aufnahmen
- Mahler: Achte Symphonie (Symphonie der Tausend). Altsolo und Mater Aegyptica: Simone Schröder, Dirigent: Pierre Boulez (Deutsche Grammophon 2007)

- Schumann: Der Königssohn und Mendelssohn Bartholdy: Die erste Walpurgisnacht, Bayerisches Staatsorchester, Dirigent: Kent Nagano (FARAO 2010)

- Wagner: Der fliegende Holländer. Pariser Urfassung von 1841: Terje Stensvold (Holländer), Astrid Weber (Senta), Franz-Josef Selig (Donald), Jörg Dürmüller (Georg), Simone Schröder (Mary), Kobie van Rensburg (Steuermann), WDR Rundfunkchor Köln, Prager Kammerchor, Cappella Coloniensis, Dirigent: Bruno Weil (DHM 2004)

## Auszeichnungen
- 1995: Anerkennungspreis des Internationalen Mozartwettbewerbs
- Francesco Vinas Wettbewerb in Barcelona